# Ryōta Nishizono
Ryōta Nishizono (西薗 良太), nascido a 1 de setembro de 1987 em Kagoshima, é um ciclista japonês.

## Palmarés
2011
- 1 etapa do Tour de Hokkaido
- 3º no  Campeonato do Japão Contrarrelógio

2012
- Campeonato do Japão Contrarrelógio

2013
- 2º no Campeonato do Japão Contrarrelógio

2015
- 3º no  Campeonato do Japão Contrarrelógio

2016
- Campeonato do Japão Contrarrelógio
- 2º no Campeonato do Japão em Estrada

2017
- Campeonato do Japão Contrarrelógio